# Castelleone
Castelleone ist eine norditalienische Gemeinde (comune) mit 9298 Einwohnern (Stand 31. Dezember 2023) in der Provinz Cremona in der Lombardei. Die Gemeinde liegt etwa 27 Kilometer nordwestlich von Cremona und etwa 9 Kilometer südöstlich von Crema. Durch Castelleone fließt der Serio Morte, der in den Serio (westlich der Gemeinde) mündet.

## Geschichte

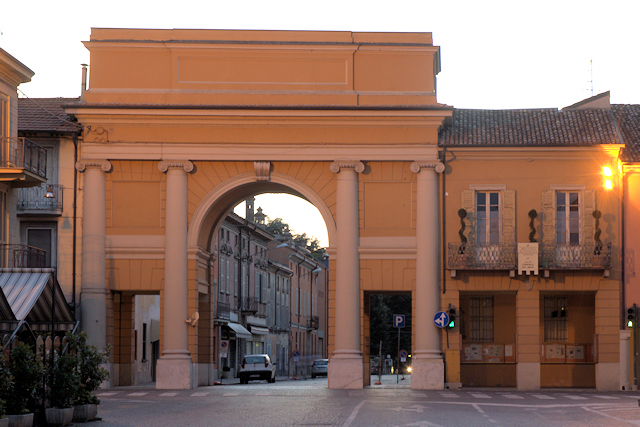
Historischer Stadtkern

Vermutlich ab dem 10. Jahrhundert bestand eine Siedlung. Der heutige Name deutet auf die Umschreibung einer Befestigungsanlage hin. Urkundlich ist der Name erstmals 1188 so erwähnt.

## Ortsteile
Im Gemeindegebiet liegen neben dem Hauptort die Fraktionen Corte Madama, Le Valli, Pellegra und San Latino, sowie die Wohnplätze Alda, Battaglia, Cavagnolo, Cortellona, Gramignana, Guzzafame, Molino Lurano, Pradazzo, San Giacomo, Tera Santo Spirito und Valseresino.

## Verkehr
Von Cremona nach Crema (und weiter nach Mailand) führt durch den Ort und die Gemeinde die frühere Strada Statale 415 Paullese. Der Bahnhof Castelleones liegt an der Bahnstrecke Treviglio–Cremona.